# Pseudanarta actura
Pseudanarta actura är en fjärilsart som beskrevs av Smith 1908. Pseudanarta actura ingår i släktet Pseudanarta och familjen nattflyn. Inga underarter finns listade i Catalogue of Life.